# Super Mario Bros.: The Lost Levels
Super Mario Bros.: The Lost Levels ist ein Jump-’n’-Run-Videospiel. Entwickelt und vertrieben vom japanischen Videospiel-Konzern Nintendo, handelt es sich um den Nachfolger von Super Mario Bros. (NES, 1985). In Japan erschien das Spiel im Juni 1986 unter dem Titel Super Mario Bros. 2 (jap. スーパーマリオブラザーズ2, Sūpā Mario Burazāzu Tsū) für das Famicom Disk System (FDS).
Die Handlung und das Spielkonzept von The Lost Levels sind identisch zum Vorgänger. Sämtliche Level des Spiels wurden neu gestaltet und bieten einen deutlich höheren Schwierigkeitsgrad. Weitere Unterschiede zwischen den beiden Spielen sind neue Spielelemente sowie kleine Grafik- und Ton-Änderungen.
In Japan avancierte The Lost Levels mit etwa 2,5 Millionen Verkäufen zum meistverkauften FDS-Spiel. Da sich Nintendo of America gegen eine Lokalisierung aussprach, kam es zunächst weder in Nordamerika noch in Europa auf den Markt. Stattdessen führte Nintendo in diese Märkte unter dem Titel Super Mario Bros. 2 (NES, 1988) ein anderes Spiel als Nachfolger von Super Mario Bros. ein.
In Nordamerika und Europa erschien das japanische FDS-Spiel erstmals 1992 in neuaufgelegter Form unter dem Titel Super Mario Bros.: The Lost Levels als Teil der Spielesammlung Super Mario All-Stars (SNES, 1993). Außerdem ist es enthalten in Super Mario Bros. Deluxe (GBC, 1999). Später veröffentlichte Nintendo auch die unveränderte FDS-Fassung von The Lost Levels in den westlichen Märkten als Download für die Konsolen Wii, 3DS und Wii U.

## Spielbeschreibung

### Handlung
Die Handlung, das Spielprinzip, die Grafik und der Ton von The Lost Levels wurden größtenteils unverändert aus dem Vorgänger Super Mario Bros. übernommen, wohingegen die Spielabschnitte („Level“) komplett neu gestaltet worden sind. Der Spieler hat in der Rolle von Mario oder dessen Bruder Luigi die Aufgabe, Prinzessin Toadstool Peach aus den Fängen von König Koopa beziehungsweise Bowser zu befreien. Dazu muss der Spieler die Spielfigur durch eine Reihe zweidimensional dargestellter Level steuern. Durch Power-ups kann die Spielfigur dabei neue Fähigkeiten erlangen.

### Lost Levels als Fortsetzung
The Lost Levels richtet sich an Personen, die Super Mario Bros. bereits durchgespielt haben, und stellt eine Fortsetzung des Abenteuers aus Super Mario Bros. dar. Dies wird im Spiel dadurch angedeutet, dass sich die Spielfigur zu Beginn neben jenem Schloss befindet, das in Super Mario Bros. den Endlevel markiert. The Lost Levels bietet einen stark erhöhten Schwierigkeitsgrad, der zu Spielbeginn etwa auf dem Niveau der letzten und schwierigsten Level aus Super Mario Bros. liegt und im Spielverlauf stetig ansteigt. Die Level gehören zu den anspruchsvollsten der gesamten Super-Mario-Reihe.

### Charakteristische Elemente im Spiel
The Lost Levels umfasst keinen Zweispieler-Modus mehr. Stattdessen kann der Spieler zwischen Mario und Luigi als Spielfigur wählen. Luigi kann höher und weiter als Mario springen und schlittert stark beim Laufen, sodass er schwieriger zu handhaben ist. Mit dem Giftpilz führt das Spiel ein neues Item ein, das im Gegensatz zu allen anderen Items des Spiels der Spielfigur schadet. Ein weiteres neues Spielelement ist der in manchen Leveln vorherrschende Wind, der die Spielfigur beim Rennen und Springen beeinträchtigt. Außerdem verhalten sich manche der sogenannten „Warp-Zonen“ anders. Dabei handelt es sich um versteckte Levelabschnitte, die dem Spieler in Super Mario Bros. direkten Zugang zu späteren Welten ermöglichen. In The Lost Levels hingegen führen manche Warp-Zonen die Spielfigur unwiderruflich zurück zum Beginn des Spiels. Neben diesen Unterschieden weist The Lost Levels im Vergleich zu seinem Vorgänger Detailänderungen in Grafik und Ton auf. Beispielsweise fällt die Bodendarstellung detaillierter aus und die Wolken weisen lächelnde Gesichter auf.

### Giftpilze
Das Item des Giftpilzes taucht in der absoluten Mehrheit der Levels unter den Super Mario Lost Levels auf. Der Giftpilz kommt dann hervor, wenn Mario oder Luigi bestimmte Boxen öffnet. So kann der Giftpilz sowohl in Fragezeichenboxen als auch in Ziegelwandboxen und sogar in unsichtbaren Boxen in Kellerbonusräumen und ab der Welt 8 auftauchen. Falls Mario oder Luigi als kleine beziehungsweise nicht maximierte Figur den Giftpilz berührt, dann stirbt er. Und falls er als maximierte große Figur den Giftpilz berührt, dann schrumpft er. In der sogenannten NES-Version der Super Mario Lost Levels sieht der Giftpilz von der gepunkteten Gestalt her genau so aus die der Turbo-Pilz (rote Punkte) und der 1UP-Pilz (grüne Punkte) und unterscheidet sich nur in der Farbe von den beiden anderen Pilz-Items. Der Giftpilz ist in dieser Version des Spiels in den Außenlevelbereichen ocker bis braun gefärbt und hat braunschwarze Punkte. In unterirdischen Bereichen ist der Giftpilz komplett dunkelgrün und im Bowser-Level 8-4 ist der Giftpilz komplett grau. Im Gegensatz dazu unterscheidet sich der Giftpilz in der SNES-Version und in der GBC-Version auch in der Gestalt von den anderen beiden Pilz-Items. In der SNES-Version ist der Giftpilz auf dem Hut lilablau gefärbt und mit einem hellen totenkopfförmigen Schleier versehen und der Fuß des Giftpilzes ist weiß und trägt ein fieses Augengesicht. Und in der GBC-Version ist der Giftpilz auf dem Hut petrolgrün gefärbt und mit einem markanten weißen Totenkopf versehen und der Fuß hat die braunrote Farbe. Wenn der Spieler den Giftpilz aufgerufen hat, dann kann der Spieler ohne jeglichen Schaden den Giftpilz nur dann entfernen, wenn er den Unverwundbarkeitsstern trägt und so den Giftpilz berührt, eine andere Box mit einem anderen Item öffnet oder den Giftpilz in den Abgrund fallen lässt. Folgende Tabelle zeigt die Anzahlen der Giftpilze pro Level:
| Weltennummer/Level | 1 | 2 | 3 | 4 |
| ------------------ | - | - | - | - |
| 1                  | 3 | 0 | 0 | 0 |
| 2                  | 1 | 1 | 0 | 0 |
| 3                  | 1 | 0 | 0 | 0 |
| 4                  | 1 | 2 | 0 | 0 |
| 5                  | 0 | 3 | 0 | 0 |
| 6                  | 1 | 0 | 0 | 0 |
| 7                  | 0 | 0 | 0 | 0 |
| 8                  | 3 | 5 | 3 | 3 |
| 9                  | 0 | 0 | 0 | 0 |
| A                  | 3 | 0 | 0 | 0 |
| B                  | 1 | 0 | 0 | 0 |
| C                  | 2 | 0 | 0 | 0 |
| D                  | 3 | 0 | 0 | 1 |

### Zusatzwelten
Nachdem der Spieler die je aus vier Leveln bestehenden acht Welten von The Lost Levels erfolgreich bewältigt hat, schließt er die Handlung ab und das Spiel startet von vorne. Eine neunte Spielwelt kann freigeschaltet werden, indem der Spieler alle Welten ohne Verwendung von Warp-Zones absolviert. Sobald der Spieler die acht Hauptwelten von The Lost Levels acht Mal hintereinander durchgespielt hat, erhält er Zugang zu weiteren fünf Welten (Welt 9, Welt A bis D), deren Level einen noch höheren Schwierigkeitsgrad bieten. Insgesamt umfasst das Spiel also 13 Welten und 52 Level. Das sind 20 Level mehr als in Super Mario Bros.

## Entstehungsgeschichte

### Hintergrund und Vorgeschichte
Infolge der Veröffentlichung von Super Mario Bros. genoss Nintendos Heimkonsole Famicom ab Ende 1985 große Beliebtheit in Japan. Anfang 1986 veröffentlichte Nintendo das Famicom Disk System (FDS), ein Diskettenlaufwerk in Form eines Peripheriegeräts für das Famicom. Im Vergleich zu den vom Famicom genutzten Modulen umfassen die FDS-Disketten einen größeren Speicherplatz. Zugleich waren sie günstiger und flexibler in der Produktion. Mit der Veröffentlichung von Super Mario Bros. markierte Nintendo den Abschluss der Ära der Famicom-Module.
Während der Arbeiten an Super Mario Bros. hatte dessen Entwicklungsleiter Shigeru Miyamoto keine Pläne für einen Nachfolger. Nach Abschluss der Entwicklung von jenem Spiel sowie The Legend of Zelda (FDS, 1986), an dem Miyamoto parallel gearbeitet hatte, wollte er Fortsetzungen zu seinen zwei Spielen beginnen.
1986 erschien Vs. Super Mario Bros. (Arcade, 1986), das sich durch seinen im Vergleich zum Originalspiel erhöhten Schwierigkeitsgrad auszeichnet. Während das Entwicklerteam das Spiel testete, fand es Gefallen an der Herausforderung. Dies brachte Miyamoto auf den Gedanken, dass Vs. Super Mario Bros. jenen Spielern Spaß bereiten könne, die Super Mario Bros. mit Leichtigkeit durchgespielt hatten. Dieser Gedanke war der Ausgangspunkt für die Entwicklung eines weiteren auf Super Mario Bros. aufbauenden Spiels mit höherem Schwierigkeitsgrad.

### Entwicklungsprozess
Die Entwicklung der Fortsetzung von Super Mario Bros. begann Anfang 1986. Parallel dazu starteten die Arbeiten an einem zweiten Zelda-Teil. Zunächst war Miyamoto der leitende Entwickler beider Projekte. Da er sich unter Druck gesetzt fühlte, empfahlen ihm seine Vorgesetzten, sich für eines der beiden Projekte zu entscheiden und dieses zuerst fertigzustellen. Miyamotos Wahl fiel auf die Mario-Fortsetzung, die eine Entwicklungszeit von drei Monaten beanspruchte. Anschließend befasste sich Miyamoto mit der Entwicklung von Zelda II: The Adventure of Link (FDS, 1987).
Miyamoto setzte Takashi Tezuka als Director des späteren The Lost Levels ein. Tezuka, der gemeinsam mit Miyamoto an Super Mario Bros. und The Legend of Zelda gearbeitet hatte, fungierte somit erstmals in seiner Karriere als Projektleiter. Miyamoto war laut eigener Schätzung zu etwa zehn Prozent an The Lost Levels beteiligt. Einige der Level aus dem Spiel gestaltete er selbst.
Um The Lost Levels möglichst schnell fertigzustellen, verwendeten die Entwickler viel Material aus Super Mario Bros. wieder. Der Soundtrack des Spiels aus der Feder von Kōji Kondō etwa wurde – bis auf eine Erweiterung des letzten Stückes unter Verwendung der größeren Soundkapazitäten des FDS – unverändert übernommen. Sechs Level des Spiels sind Vs. Super Mario Bros. entnommen.
Mit The Lost Levels wurden Miyamotos ursprüngliche Pläne für Super Mario Bros. realisiert. Miyamoto hatte seit Beginn seiner Karriere als Spieleentwickler Gefallen an der Gestaltung schwieriger Spielabschnitte, doch war darin zunächst durch seinen Mentor Gunpei Yokoi eingeschränkt worden. Den Schwierigkeitsgrad von Super Mario Bros. hatte er während der Entwicklungsphase senken müssen, nachdem Testspieler die hohe Schwierigkeit einer früheren Version beanstandet hatten. Da sich The Lost Levels an Kunden richtet, die bereits Erfahrung mit Super Mario Bros. aufweisen, war die Gestaltung schwierigerer Level möglich, und weil die Zielgruppe bereits mit dem Spielkonzept vertraut war, konnte das Entwicklerteam neue, gewöhnungsbedürftige Ideen einbringen.

## Veröffentlichung

### Japanische Markteinführung
Nintendo veröffentlichte den Nachfolger von Super Mario Bros. in Japan am 3. Juni 1986 unter dem Titel Super Mario Bros. 2 für das Famicom Disk System. Das Spiel stellte zusammen mit The Legend of Zelda die wichtigste FDS-Software-Veröffentlichung des Jahres 1986 dar.
Der Hersteller vermarktete Super Mario Bros. 2 als Add-on, also nicht als komplett neues Spiel, sondern als Fortsetzung bzw. Erweiterung zu Super Mario Bros. Entsprechend verkaufte Nintendo das Spiel zum Preis von 500 Yen, einem Zehntel des normalen Verkaufspreises für Famicom-/FDS-Spiele. Miyamoto äußerte 2010 zur Preisgestaltung: „Wir dachten, dass die Kunden uns bei diesem Preis vergeben würden, falls sie das Spiel aus Versehen gekauft hatten“. Den Fokus der Werbung zu Super Mario Bros. 2 legte Nintendo auf den Schwierigkeitsgrad des Spiels. Ein japanischer Werbespot etwa beginnt mit einem Spielausschnitt, in dem der Spieler einen Versuch verliert. Anschließend teilt ein Cartoon-Mario mit Verband und einer Träne im Gesicht mit, dass die Situation für den Spieler hoffnungslos sei. Daraufhin zeigt der Werbespot den Spieler, der soeben einen Versuch verloren hat: ein junges Mädchen, das sich über das Spiel echauffiert.
Der Verlag Tokuma Shoten veröffentlichte ein Lösungsbuch zum Spiel. Während das Lösungsbuch zu Super Mario Bros. das meistverkaufte Buch des Jahres 1985 in Japan war, erreichte jenes zu Super Mario Bros. 2 keine Platzierung in den Top 30 der Büchercharts seines Erscheinungsjahres.
Vor allem dank des günstigen Preises erwies sich Super Mario Bros. 2 in Japan als Erfolg. Es galt als wichtigster Kaufgrund für das FDS, sodass fast alle der damals etwa 2,24 Millionen FDS-Besitzer das Spiel innerhalb seines ersten Jahres auf dem Markt erwarben. Während des gesamten Lebenszyklus des Peripheriegerätes kaufte etwa jeder zweite FDS-Besitzer Super Mario Bros. 2. Mit insgesamt etwa 2,5 Millionen Verkäufen in Japan avancierte das Spiel zum meistverkauften FDS-Titel sowie zum fünfterfolgreichsten Spiel innerhalb des gesamten Famicom-Spielerepertoires.

### Lokalisierung
Bei der für den nordamerikanischen Markt zuständigen Nintendo-Tochter Nintendo of America (NoA) entschied der Unternehmenssprecher und Spieletester Howard Phillips, welche Spiele aus Japan importiert, lokalisiert und in Nordamerika veröffentlicht werden sollten. Im Sommer 1986 begutachtete Phillips das japanische Super Mario Bros. 2. Er stellte dabei fest, dass das Spiel im Gegensatz zu seinem Vorgänger stark auf das Glück des Spielers setze. Außerdem empfand er das Spiel- und Leveldesign als tückisch. Der neue Giftpilz etwa stelle eine Falle für jene Spieler dar, die von Super Mario Bros. gewohnt sind, dass Items nur positive Effekte mit sich bringen. Auch der unberechenbare Wind gestalte das Spiel für den Spieler sehr ungerecht. Phillips attestierte Super Mario Bros. 2 einen daraus resultierenden, hohen Schwierigkeitsgrad, der den Spieler nicht motiviere, sondern frustriere.
Da herausfordernde Spiele im nordamerikanischen Videospielmarkt ein geringeres Erfolgspotenzial boten als in Japan, sprach sich Nintendo of America aufgrund von Phillips’ Gutachten gegen eine Veröffentlichung von Super Mario Bros. 2 in Nordamerika aus. Phillips sah ferner in The Legend of Zelda mehr Potenzial auf dem nordamerikanischen Markt als in einer Fortsetzung von Super Mario Bros.
Auch das Famicom Disk System kam nicht außerhalb Japans heraus. Die Einführung des Peripheriegerätes in Nordamerika und Europa wäre 1986 nicht rentabel gewesen, da zu dieser Zeit erst das Nintendo Entertainment System (NES), die lokalisierte Variante des Famicom, in diesen Märkten erschien. Außerdem war der Preis für Modulspeicher inzwischen gesunken, sodass Famicom-/NES-Module wieder mehr Speicherplatz als FDS-Disketten boten. Module waren nach wie vor teurer in der Herstellung, sodass Super Mario Bros. 2 als Modulspiel für das NES zum Vollpreis hätte verkauft werden müssen. Aufgrund der Ähnlichkeit zum Vorgänger kam eine Vollpreisveröffentlichung des Spiels für Nintendo of America jedoch nicht in Frage.

### Das westliche Super Mario Bros. 2
Nintendo of America benötigte erst später einen Nachfolger von Super Mario Bros., als unter anderem die Konkurrenz durch Sega für Druck sorgte. Das in diesem Jahr in Japan veröffentlichte, von Grund auf neu entwickelte Super Mario Bros. 3 (Famicom, 1988) erschien jedoch erst 1990 in Nordamerika.
Das Unternehmen beschloss, das Jump-’n’-Run-Spiel Yume Kōjō: Doki Doki Panic (FDS, 1987) zu einem Super-Mario-Titel umzuarbeiten und als Nachfolger von Super Mario Bros. in den westlichen Märkten herauszubringen. Doki Doki Panic war als Auftragsarbeit für den Fernsehsender Fuji TV entstanden. Wie auch bei den Super-Mario-Spiele zeichnete Miyamotos Nintendo-Abteilung Research & Development 4 für die Entwicklung verantwortlich. An Doki Doki Panic war Miyamoto intensiver beteiligt gewesen als am japanischen Super Mario Bros. 2.
Die vier Spielfiguren von Doki Doki Panic ersetzte Nintendo durch Mario, Luigi, Prinzessin Peach und Toad. Die Umarbeitung kam unter dem Titel Super Mario Bros. 2 1988 in Nordamerika und 1989 in Europa auf den Markt. Hier nahm sie die Rolle des offiziellen Nachfolgers von Super Mario Bros. ein und stellt damit das Äquivalent zum japanischen Super Mario Bros. 2 dar. Obwohl sich das Spiel stark von seinem Vorgänger unterscheidet, avancierte es zu einem großen Erfolg. 1992 erschien die Umarbeitung auch in Japan, wo sie den Titel Super Mario USA trägt.

### Westliche Markteinführung
Das japanische Super Mario Bros. 2 war zunächst in Nordamerika und Europa unbekannt. Um 1988 wollte die damalige NoA-Marketing-Managerin Gail Tilden das Spiel in Nordamerika publik machen. Dazu plante sie eine Kampagne mit dem Titel „The Lost Levels“. In deren Rahmen sollte jeder Abonnent der von NoA veröffentlichten Zeitschrift Nintendo Power das japanische Super Mario Bros. 2 kostenlos erhalten. Dies sollte in erster Linie neue Abonnenten anwerben. Um eine mögliche Verwirrung des Marktes zu verhindern, sprach sich Nintendo of America letztlich gegen die geplante Kampagne aus. Daher wurde sie weder angekündigt noch umgesetzt, obwohl das Unternehmen bereits eine NES-Version des Spiels hatte produzieren lassen.
1991 stellte Nintendo of America das japanische Super Mario Bros. 2 in der Broschüre Mario Mania erstmals dem westlichen Publikum vor. Das Unternehmen beschrieb das Spiel knapp als „Experten-Version von Super Mario Bros., […] die dort anfängt, wo Welt 8 von Super Mario Bros. endet“.
1993 veröffentlichte Nintendo das japanische Super Mario Bros. 2 als Teil von Super Mario All-Stars (SNES, 1993) erstmals im Westen. Dabei handelt es sich um eine Sammlung vierer Neuauflagen von Super-Mario-Spielen. Dem japanischen Super Mario Bros. 2 gab Nintendo hier den offiziellen westlichen Titel Super Mario Bros.: The Lost Levels („Die verlorenen Level“). The Lost Levels erfuhr zu seiner westlichen Markteinführung gemischte Resonanz und galt vielen Kunden als unbeliebtestes der vier Spiele aus All-Stars.

## Rezeption

### Kritik
Lucas M. Thomas von der Website IGN verglich The Lost Levels 2007 mit den damals aufkommenden ROM-Hacks alter Mario-Spiele, also inoffiziellen Modifizierungen mit meist besonders hohem Schwierigkeitsgrad. Außerdem schrieb er, dass The Lost Levels seinem Vorgänger qualitativ unterlegen sei, weil der Spielfluss schlechter ausfalle, die Grafik weniger gut wirke und das Spiel den Spieler frustriere. Die Neuerungen reichten nur knapp aus, um dem Spiel eine Daseinsberechtigung zu verschaffen, kritisierte Thomas. Der Spielejournalist zeigte sich angesichts dessen verwundert über die Tatsache, dass es sich bei The Lost Levels um die tatsächliche Fortsetzung von Super Mario Bros. handelt. Es sei richtig gewesen, das Spiel ursprünglich nur in Japan zu veröffentlichen.
Philip J. Reed von der englischsprachigen Nintendo-Website Nintendo Life beschrieb 2013 die Steuerung von The Lost Levels als sehr präzise. Wenn der Spieler einen Versuch im Spiel verliere, könne er daher weder die Steuerung noch die Spielphysik dafür in die Verantwortung ziehen. Der hohe Schwierigkeitsgrad resultiere einzig und allein aus dem Leveldesign. Zwar biete The Lost Levels wenige Innovationen, erweitere jedoch die Basis seines Vorgängers auf kreative Art und Weise. Reed resümierte, dass das Spielerlebnis vielen Spielern lange im Gedächtnis verweile, obgleich nur wenige in der Lage seien, das Spiel tatsächlich durchzuspielen.
Marco Cabibbo von der deutschen Nintendo-Zeitschrift N-Zone kritisierte 2014, dass The Lost Levels „an ein von Fans erstelltes ROM-Hack“ erinnere, dessen Ziel es sei, „dem Spieler sämtliche Nerven zu rauben“. Einzig aufgrund des grundlegenden Spielprinzips mache das Spiel heute noch Spaß. Da The Lost Levels „zuweilen absichtlich unfair“ sei, könne Cabibbo das Spiel nur jenen empfehlen, die bereits an Super Mario Bros. Gefallen fanden.

### Wertungsspiegel
Die folgende Tabelle bietet eine Übersicht an Wertungen zu The Lost Levels. Die Spalte „Version“ gibt Auskunft darüber, welche Version des Spiels bewertet wurde.
| Zeitschrift/Website        | Wertung | Datum         | Version  |
| -------------------------- | ------- | ------------- | -------- |
| Eurogamer                  | 8/10    | 15. Sep. 2007 | Wii-VC   |
| GameSpot                   | 6,5/10  | 5. Okt. 2007  | Wii-VC   |
| IGN                        | 8,5/10  | 3. Okt. 2007  | Wii-VC   |
| Nintendo Life              | 8/10    | 14. Sep. 2007 | Wii-VC   |
| Nintendo Life              | 8/10    | 2. Jan. 2013  | 3DS-VC   |
| Nintendo Life              | 8/10    | 31. Jan. 2014 | Wii-U-VC |
| Nintendo-Online            | 6/10    | 11. Jan. 2013 | 3DS-VC   |
| Nintendo-Online            | 6/10    | 7. Feb. 2014  | Wii-U-VC |
| N-Zone                     | 8/10    | Feb. 2013     | 3DS-VC   |
| N-Zone                     | 7/10    | Feb. 2014     | Wii-U-VC |
| Official Nintendo Magazine | 81 %    | 27. Feb. 2013 | 3DS-VC   |

### Rezeption durch andere Videospiele
Einige Level aus The Lost Levels finden sich auch in All Night Nippon Super Mario Bros. (FDS, 1986), einer als Werbeprodukt entwickelten Adaption von Super Mario Bros. Erstmals in der Geschichte der Super-Mario-Reihe fällt in The Lost Levels die Steuerung der Spielfigur Luigi anders aus als die von Mario. Auch in den nachfolgenden Spielen kann Luigi weiter und höher springen. Stets ist seine Steuerung dabei etwas ungenauer als die von Mario, wie in The Lost Levels. Ebenfalls Eingang in nachfolgende Super-Mario-Spiele fand die Sprungmechanik, die in The Lost Levels gegenüber der des Vorgängers ausgebaut wurde. Erstmals ermöglicht das Spiel der Spielfigur, sich nach einem Sprung auf einen Gegner abzufedern. Ferner taucht der Giftpilz aus The Lost Levels in den späteren Leveln von Super Mario 3D Land (3DS, 2011) auf.

## Wiederveröffentlichungen
In der in Super Mario All-Stars enthaltenen Neuauflage von 1993 hat Nintendo den Schwierigkeitsgrad von The Lost Levels etwas herabgesenkt. Der Spieler kann nun mehr Bonusversuche finden. Außerdem wird er nach dem Verlust sämtlicher Versuche nicht mehr zurück zum Beginn einer Welt befördert, sondern kann vom Anfang des aktuellen Levels neu starten. Super Mario All-Stars erschien in Japan unter dem Titel Super Mario Collection. Das japanische Super Mario Bros. 2 trägt hier den Untertitel For Super Players. 2010 erschien die SNES-Version von Super Mario All-Stars komplett unverändert für die Wii.
1999 erschien Super Mario Bros. Deluxe für den Game Boy Color. Das Spiel beinhaltet Neuauflagen von Super Mario Bros. und The Lost Levels, das hier den Titel Super Mario Bros. for Super Players trägt. Wie schon bei der All-Stars-Neuauflage ist der Schwierigkeitsgrad dieser Fassung etwas niedriger als in der Originalversion. Die Bonuslevel nach der achten Welt sind hier nicht enthalten. Außerdem ist der Bildschirmausschnitt dieser Neuauflage hardwarebedingt kleiner als im Original. 2014 brachte Nintendo Super Mario Bros. Deluxe im Nintendo eShop des 3DS neu heraus.
Am 10. August 2004 brachte Nintendo in Japan Super Mario Bros.: The Lost Levels als Teil der Reihe „Famicom Mini“ unverändert für den Game Boy Advance heraus. Mit knapp 100.000 Verkäufen erschien das Spiel auf dem zweiten Platz der japanischen Videospielwochencharts.
Außerdem erschienen offizielle Wiederveröffentlichungen von The Lost Levels in Form kostenpflichtiger Downloads für das Virtual-Console-Angebot mehrerer Nintendo-Konsolen. Im Wii-Shop-Kanal ist das Spiel in Japan seit Mai 2007 und in Nordamerika seit Oktober 2007 erhältlich. In Europa erfolgte diese Wiederveröffentlichung im September 2007 als Teil der Kampagne „Hanabi Festival“, in deren Rahmen Nintendo mehrere Spiele im Wii-Shop-Kanal veröffentlichte, die zuvor nie in Europa erschienen waren. Es handelte sich um das erste Mal, dass die FDS-Version von The Lost Levels offiziell außerhalb Japans veröffentlicht wurde. Nach Ablauf der Kampagne entfernte Nintendo das Spiel aus dem Wii-Shop-Kanal; seit August 2008 ist es in Europa dauerhaft erhältlich.
Im Nintendo eShop des 3DS ist The Lost Levels in Japan seit Juli 2012 erhältlich. In Europa und Nordamerika folgte die digitale Wiederveröffentlichung im 3DS-eShop im Dezember 2012. Im eShop der Wii U wird The Lost Levels in Japan seit August 2013, in Europa seit Januar und in Nordamerika seit März 2014 angeboten.
Ferner ist The Lost Levels eines von mehreren Spielen, das in NES Remix (Wii-U-eShop, 2013) und Ultimate NES Remix (3DS, 2014) enthalten ist. In diesen Spielen gilt es, auf NES-Klassikern basierende Minispiele zu bestehen, manche davon mit abgeänderten Spielregeln.
Seit April 2019 ist The Lost Levels auch auf der Nintendo Switch, über den kostenpflichtigen Dienst NES-Nintendo Switch Online, verfügbar; seit 2020 ebenfalls in Super Mario All-Stars auf der Nintendo Switch.